# Genetika

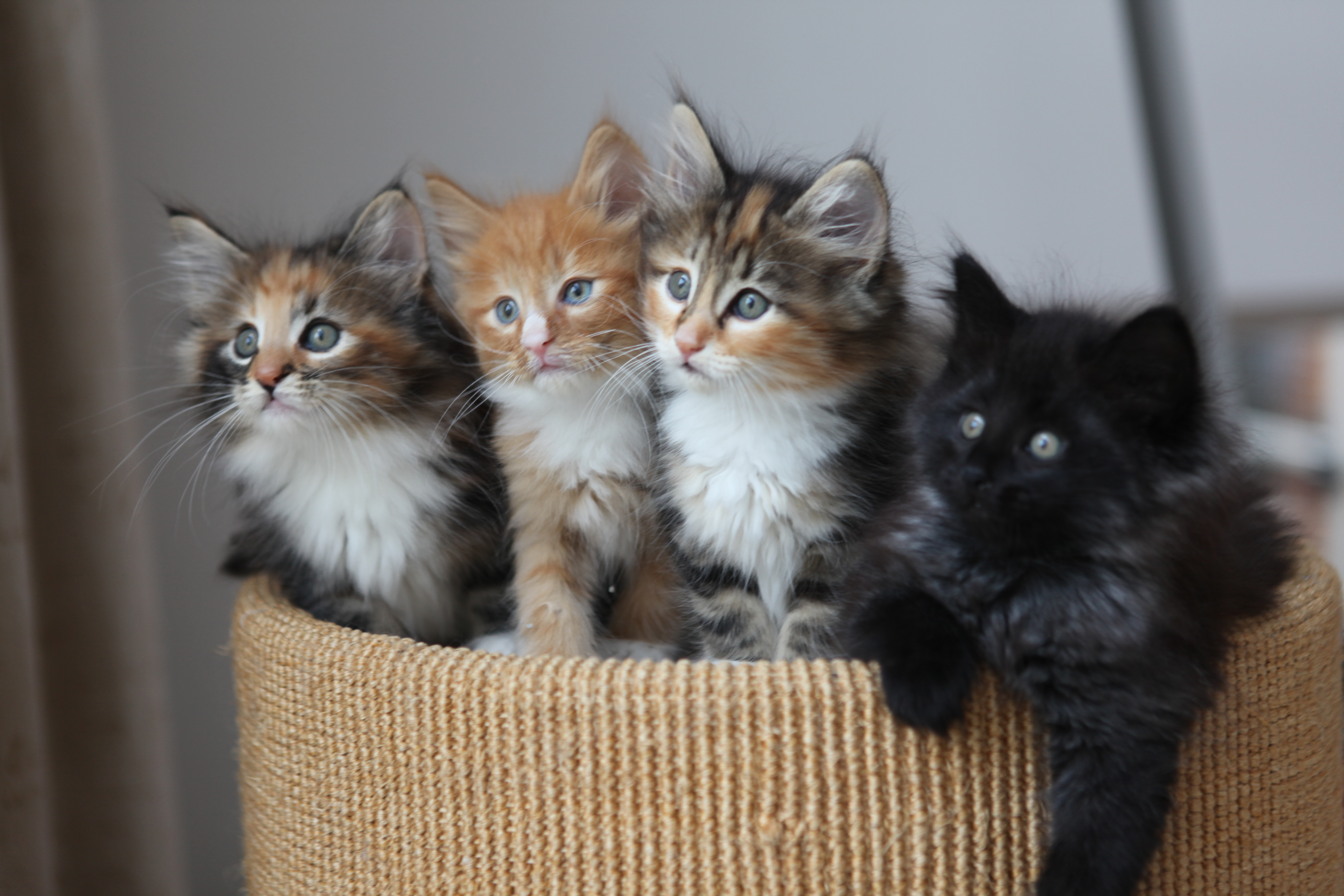
Rekombinace rodičovských genů může způsobit, že koťata z téhož vrhu mají odlišné vlastnosti

Genetika (z řeckého gennaó γενναώ = plodím, rodím) je biologická věda zabývající se dědičností (hereditou) i proměnlivostí organismů a jejími příčinami. Zkoumá zákonitosti přenosu genů na další generaci a vznik dědičných znaků. Název genetika souvisí se slovem gen, které označuje jednotku genetické informace. V každém organismu je genetická informace přechovávána v chromozómech, kde je reprezentována chemickou strukturou molekuly DNA (deoxyribonukleové kyseliny).
Základní poznatky o dědičnosti se používaly již od prehistorie při postupné domestikaci hospodářských zvířat a šlechtění užitkových rostlin. Ale až v roce 1906 poprvé použil William Bateson název genetika a definoval ji jako „studium křížení a šlechtění rostlin“. Základy genetiky položil brněnský přírodovědec Gregor Johann Mendel svými pokusy s křížením hrachu. Své poznatky však publikoval v méně známém časopise a tak zůstaly na delší dobu zapomenuty. Teprve později se vyvinula představa o genetice jako o vědě zabývající se dědičností organismů.
Současná genetika poskytuje účinné nástroje pro zkoumání funkcí jednotlivých genů a pro pochopení molekulární podstaty dědičnosti. Tato prudce se rozvíjející část genetiky se nazývá molekulární genetika. Na jejím základě vznikl další obor genetické inženýrství, ve kterém jsou poznatky molekulární genetiky aplikovány v praxi (geneticky modifikované organismy).

## Historie genetiky

Sedm znaků hrachu popsaných Gregorem Johannem Mendelem při jejich křížení

- Sedm znaků hrachu popsaných Gregorem Johannem Mendelem při jejich kříženíUž v pravěku si lidé všímali přenosu určitých rysů z předků na potomky a patrně je i využívali ve šlechtitelství.

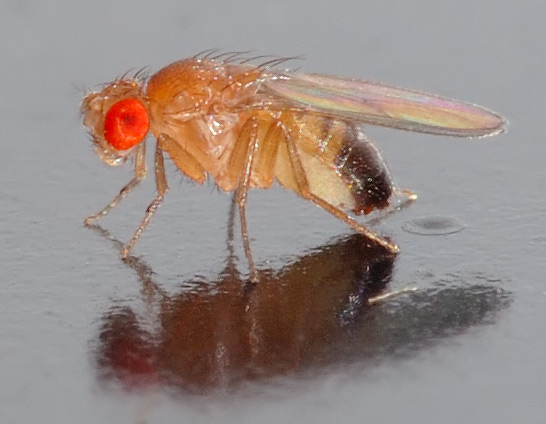
Ovocná muška (Drosophila melanogaster) je oblíbeným modelovým organismem v genetickém výzkumu.

- Ve starověku se snažili učenci dědičnost znaků vysvětlit různými hypotézami o procesu předávání života. Podle některých myslitelů (Alkmaión, Hippokratés) se na něm podílelo mužské i ženské semeno, postupně však převládla představa mužského semene (sperma), které pak žena pouze živí (Hippón, Anaxagorás). Podoba nového organismu byla podle některých v semeni už přímo připravena (preformismus,Ovocná muška (Drosophila melanogaster) je oblíbeným modelovým organismem v genetickém výzkumu.Anaxagorás), kdežto podle Aristotela se teprve postupně vytvářela (epigeneze). Proti preformismu se postavili například William Harvey a René Descartes, přesto se udržel až do 19. století.
- Až do novověku se udržovala představa samoplození nižších živočichů, kterou až koncem 17. století vyvrátil Francesco Redi.
- Roku 1757 Carl Friedrich Wolff podrobně popsal vývoj kuřecího embrya z nediferencovaného žloutku a Karl Ernst von Baer roku 1828 vysvětlil funkci zárodečných listů.
- Prací řady vědců, včetně Jana Evangelisty Purkyně (1787–1869), vznikla obecná teorie buňky, v níž je třeba hledat předpoklady pro dědičnost vlastností a znaků. Velkým objevem bylo tvrzení, že při pohlavním rozmnožování vzniká nový život spojením samčí a samičí gamety v zygotu, jejímž dělením a diferencováním se buduje tělo organismu.

Ukázka dědičnosti genu, který má dvě různé alely (modrou a bílou) a kde nosičem genu je otec i matka. Jejich potomstvo pak může zdědit tento gen ve čtyřech variantách.

- Ukázka dědičnosti genu, který má dvě různé alely (modrou a bílou) a kde nosičem genu je otec i matka. Jejich potomstvo pak může zdědit tento gen ve čtyřech variantách.V 19. století studovala řada badatelů procesy křížení. Rozhodující výsledky přinesly pokusy brněnského kněze a šlechtitele Gregora Mendela s křížením hrachu. Mendel roku 1865 podrobně popsal, jak se výrazné rysy rodičů projeví v jejich potomcích a popsal jevy dominance a rekombinace. Jeho článek však nevyvolal žádný ohlas a jeho výsledky byly potvrzeny až roku 1900.
- Roku 1880 vyložil August Weismann, proč se získané vlastnosti rodičů nedědí, a po roce 1900 zavedl Hugo de Vries pojem mutace jako náhlé změny, jakou může vzniknout nový druh. Tím vzniklo jisté napětí mezi genetikou a darwinismem, protože Darwin předpokládal jen malé evoluční změny.
- Roku 1904 vyslovil Theodor Boveri hypotézu, že chromosomy jsou sídlem dědičné informace. Skupina kolem Thomase Morgana začala k pokusům používat octomilku, která se rychle množí. Prokázali tak existenci malých mutací, výměnu DNA (crossing-over) a předpokládali lineární uspořádání genů na chromosomu. Proti názoru, že dědičná informace je obsažena v celé buňce, tvrdil Hermann Joseph Muller, že je soustředěna pouze v chromosomech.
- Ve 20. letech vznikla z úvah J. B. S. Haldaneho a Ronald Fishera o tom, co se dál děje s recesivními geny, populační genetika.
- Roku 1935 bylo známo všech 20 aminokyselin, které tvoří bílkoviny.
- Dlouho se zdálo, že chemickým nosičem dědičné informace jsou bílkoviny. Teprve pokusy Osvalda Averyho 1944 prokázaly, že je to právě DNA, a rentgenografické zkoumání chromosomů pak vedlo k modelu dvojité šroubovice (James Watson a Francis Crick, 1953).
- Sovětská oficiální ideologie marxismu-leninismu zdůrazňovala „vliv prostředí“ proti zděděným vlastnostem. Využila proto práce politika a pseudovědce Trofima Denisoviče Lysenka a genetiku označovala za „buržoazní pavědu“. Její rozvoj se tak v SSSR i v zemích pod sovětským vlivem na řadu let zastavil (zhruba do pádu N. S. Chruščova v roce 1964). Zastánci genetiky byli pronásledováni a dokonce i fyzicky likvidováni (například N. Vavilov). Lysenkovu cenu (Le prix Lyssenko) každoročně uděluje francouzský Club de l'Horloge tomu, kdo „nejvíce přispěl k vědeckým a historickým dezinterpretacím s využitím ideologických metod a argumentů“.
- Podle S. Tishkoff z University of Pennsylvania jsou západní genetické výzkumy ještě i počátkem 21. století zkresleny tím, že mezi zkoumanými osobami převažují běloši.[2]

## Základní pojmy genetiky

Nukleové kyseliny DNA a RNA s jejich nukleovými bázemi

- Nukleové kyseliny DNA a RNA s jejich nukleovými bázemiNukleové kyseliny jsou přírodní biopolymery a jsou nositelkami genetické informace. Jsou to DNA a RNA.
- Deoxyribonukleová kyselina (DNA) je nositelkou genetické informace u naprosté většiny známých organismů.
- Ribonukleová kyselina (RNA) má v buňkách celou řadu funkcí, kterými zajišťuje realizaci genetické informace.
- Replikace je proces, v průběhu kterého dochází k rozpletení dvoušroubovice DNA a jejímu kopírování.
- Transkripce je proces, v průběhu kterého dochází k přepisu genetické informace ze sekvence DNA do sekvence RNA.
- Translace je proces, v průběhu kterého dochází k převodu informace uložené v RNA do sekvence bílkovin.
- Aminokyseliny jsou základními stavebními jednotkami peptidů a bílkovin.
- Bílkoviny jsou makromolekuly složené z aminokyselin a jsou základními stavebními organizmů.Genetický kód (pomocí tripletového kódu DNA, prostřednictvím zprostředkovatele RNA, specifikuje bílkovinu)

Genetický kód (pomocí tripletového kódu DNA, prostřednictvím zprostředkovatele RNA, specifikuje bílkovinu)

- Genetický kód je soubor pravidel, která platí uvnitř živé buňky pro tvorbu bílkovin.
- Genetická informace je zakódována v sekvenci deoxyribonukleové kyseliny (DNA).
- Gen je základní jednotka dědičnosti a je tvořen určitou oblastí v DNA. Každý člověk má dvě kopie stejného genu (alely). Jedna se dědí po matce a druhá po otci. Rozdíly v genech způsobují, že každý jedinec je unikátní osobností.

Organizace DNA v eukaryotické buňce - cell (buňka) obsahuje nucleus (jádro), to obsahuje chromosom, který je nositelem DNA.

- Organizace DNA v eukaryotické buňce - cell (buňka) obsahuje nucleus (jádro), to obsahuje chromosom, který je nositelem DNA.Alela je konkrétní forma genu. Alely se vyskytují v párech, jednu alelu dědí jedinec po otci, druhou po matce.

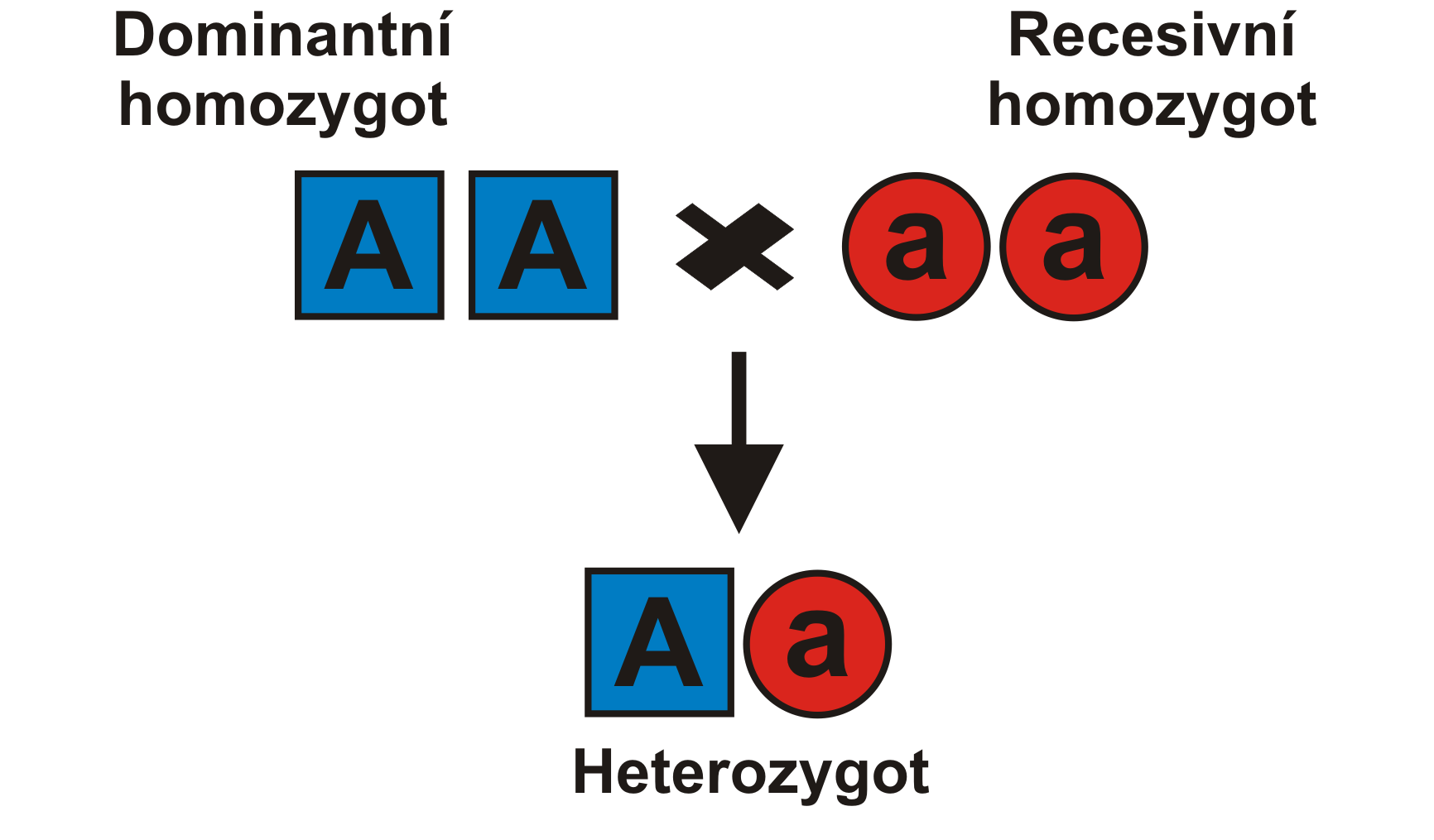
Heterozygot podle mendelovské genetiky vždy vznikne zkřížením dvou různých homozygotů, například AA × aa.

- Chromozóm je struktura v jádře buňky, která se skládá z DNA a histonů. Na chromozómech jsou geny uspořádány lineárně a jejich konkrétní místo (lokus) je neměnné. Všechny geny na jednom chromozomu vytvářejí vazebnou skupinu. V lidské buňce je 23 párů chromozomů, jejichž funkcí je usnadnit rovnoměrnéHeterozygot podle mendelovské genetiky vždy vznikne zkřížením dvou různých homozygotů, například AA × aa.rozdělení genetické informace do dceřiných buněk.
- Genotyp je soubor pokynů zakódovaných v genetických informacích uložených v sekvenci DNA. Tato informace se projeví jako znaky a vlastnosti daného organizmu.
- Fenotyp je soubor všech pozorovatelných vlastností a znaků živého organismu. Představuje výsledek spolupůsobení genotypu, epigenetiky a prostředí, které určují, jak organismus vypadá.
- Karyotyp je soubor všech chromozómů v jádře buňky.
- Genom je celá genetická informace buňky zapsaná v DNA. Jinak řečeno je to soubor všech alel v buňce daného organismu.
- Genofond je soubor všech alel (genů) všech jedinců dané populace.
- Heterozygot je jedinec, jehož genotyp je tvořen odlišnými alelami.
- Homozygot je jedinec, jehož genotyp je tvořen stejnými alelami.
- Mutace jsou odchylky od normální genetické informace. Význam těchto odchylek je různý, uplatňují se například v evoluci, ale často je jejich efekt škodlivý.
- Mutageny jsou faktory, které vyvolávají mutace. Většinou se jedná o faktory škodlivé.

## Členění genetiky

### Obecné členění na oblasti
- Klasická genetika zahrnuje výzkum v oblasti chromozomální teorie a jejích metod, což znamená klasickou mendelovskou genetiku a cytogenetiku.
- Molekulární genetika se soustředí na studium struktury, funkcí a variability nukleových kyselin. V návaznosti na to dále řeší principy a řízení genové exprese, různé metody založené na práci s DNA, genové manipulace atd…
- Evoluční genetika sleduje výskyt jednotlivých alel v populaci a jeho změny, zkoumá mechanismy evolučního vývoje, faktory genetické diverzity v populaci a další. V praxi to zahrnuje hlavně evoluční a populační genetiku.
- Fylogeografie pomáhá biogeografii stanovit s co největší přesností směry a cesty při postupném rozšiřování živých organismů v dané oblasti a v čase.

### Členění podle metod studia a cíle zkoumání
- Lékařská genetika
- Veterinární genetika
- Farmakogenetika
- Nutrigenetika
- Imunogenetika
- Toxikogenetika
- Ekogenetika
- Epigenetika
- Populační genetika
- Cytogenetika
- Evoluční genetika
- Fylogeografie
- Obecná genetika
- Archeogenetika

### Členění podle objektu výzkumu
- Genetika člověka
- Genetika virů
- Genetika prokaryot
- Genetika rostlin
- Genetika živočichů
- Cytogenetika
- Molekulární genetika